# Yojiro Noda
Yojiro Noda (野田洋次郎, Noda Yōjirō) (Tóquio, 5 de julho de 1985) é um cantor, compositor, músico multi-instrumentista, produtor musical e ator japonês. Noda é o vocalista, compositor, guitarrista e pianista da banda de rock japonesa RADWIMPS, além de ter iniciado em 2012 uma carreira musical solo, Illion. 
Foi eleito pela revista GQ Japan como o Homem do Ano de 2017.

## Discografia

### RADWIMPS

#### Álbuns de estúdio
- RADWIMPS (2003)
- RADWIMPS 2 - Hatten Tojō (2005)
- RADWIMPS 3 - Mujintō ni Motte Ikiwasureta Ichimai (2006)
- RADWIMPS 4 - Okazu no Gohan (2006)
- Arutokoronī no Teiri (2009)
- Zettai Zetsumei (2011)
- Batsu to Maru to Tsumi to (2013)
- Human Bloom (2016)
- ANTI ANTI GENERATION (2018)

#### Singles
- Moshimo (2003)
- Kiseki (2004)
- Hekkushun / Kanashi (2005)
- Nijūgokome no Senshokutai (2005)
- EDP ~Tonde Hi ni Hairu Natsu no Kimi~ (2006)
- Futarigoto (2006)
- Yūshinron (2006)
- Setsunarensa (2006)
- Order Made (2008)
- Manifesto (2010)
- DADA (2011)
- Keitai Denwa (2011)
- Kyōshinshō (2011)
- Sprechchor (2012)
- Dreamer's High (2013)
- Gogatsu no Hae / Last Virgin (2013)
- Kigō to Shite / 'I' Novel (2015)
- Picnic (2015)

### Misoshiru's
- Me So She Loose (2014)

### Illion
- UBU (2013)
- P.Y.L (2016)

## Filmografia

### Cinema
| Ano  | Filme                         | Título em português            | Personagem         | Notas                                                               |
| ---- | ----------------------------- | ------------------------------ | ------------------ | ------------------------------------------------------------------- |
| 2015 | Toire no Pieta                | O Banheiro da Piedade          | Hiroshi Sonoda     | Prêmio da Academia Japonesa de Cinema na categoria Estreante do Ano |
| 2016 | Rippu Van Winkuru no Hanayome | A noiva de Rip Van Winkle      | Ele mesmo          | Breve aparição                                                      |
| 2018 | Isle of Dogs                  | Ilha dos Cachorros             | Âncora de noticias | Voz                                                                 |
| 2018 | Nakimushi Shottan no Kiseki   | O Milagre de Nakimushi Shottan | Yuya Suzuki        |                                                                     |

### Televisão
| Ano  | Título            | Personagem   | Notas                               |
| ---- | ----------------- | ------------ | ----------------------------------- |
| 2017 | Million Yen Women | Shin Michima | Protagonista (Todos episódios)      |
| 2017 | Hello Harinezumi  |              | Participação especial (episódio 10) |

## Prêmios e indicações

### Japan Academy Prize
| Ano  | Categoria        | Filme          | Resultado |
| ---- | ---------------- | -------------- | --------- |
| 2016 | Estreante do Ano | Toire no Pieta | Venceu    |

### Mainichi Eiga Concours
| Ano  | Categoria            | Filme          | Resultado |
| ---- | -------------------- | -------------- | --------- |
| 2015 | Melhor Ator Estrante | Toire no Pieta | Venceu    |